# Gymnasium an der Willmsstraße
Das Gymnasium an der Willmsstraße (umgangssprachlich auch Willms-Gymnasium oder Willms) ist als MINT-freundliche Schule eines von zwei städtischen Gymnasien in Delmenhorst, an dem ca. 1.247 Schüler von 102 Lehrern (Stand 2021) in den Klassenstufen 5–13 unterrichtet werden.

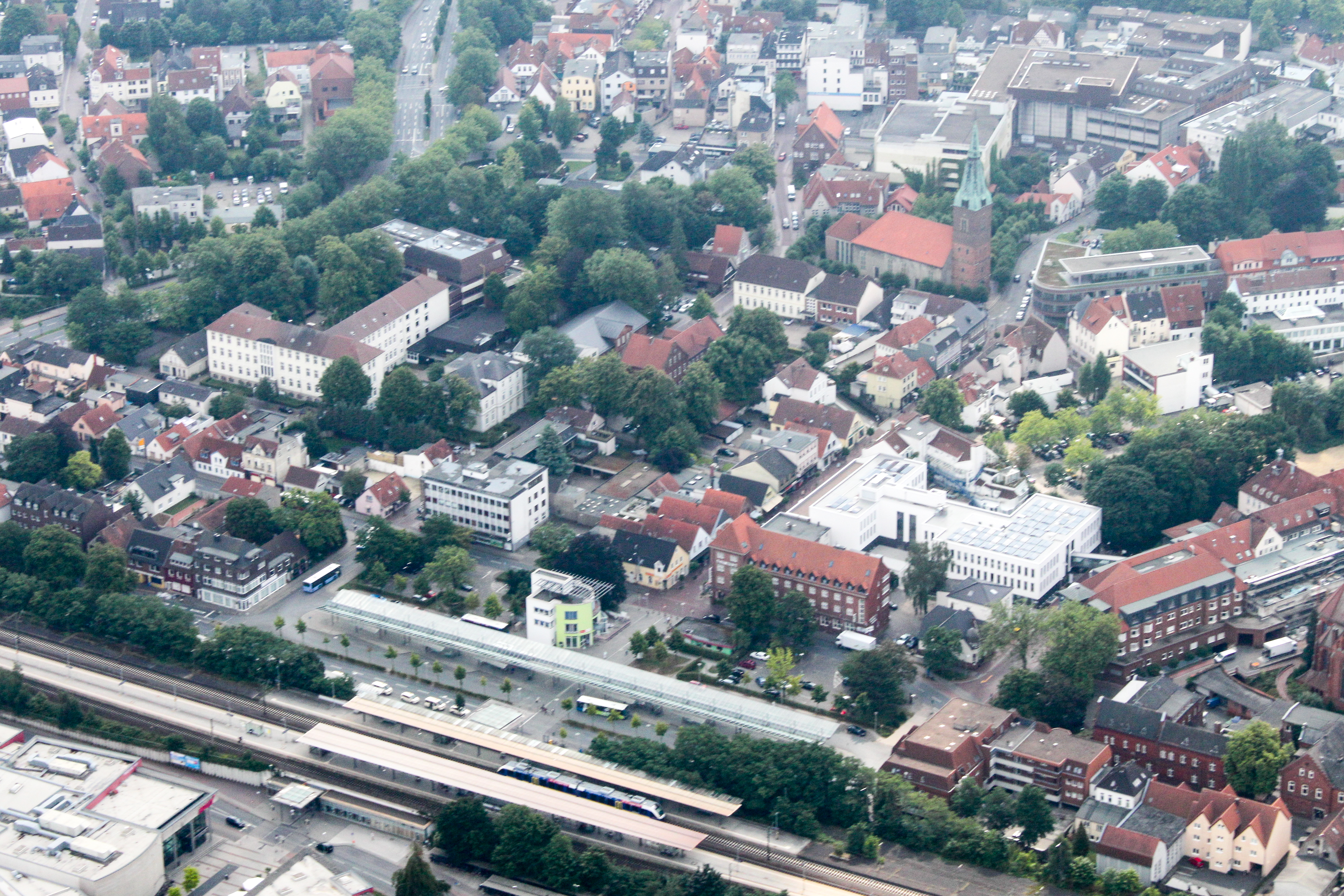
Die Schule in der linken Bildhälfte (2012)

Der ältere Gebäudeteil von 1901 ist Baudenkmal in Delmenhorst.

## Geschichte
Im Dezember 1899 beschloss der Rat der Stadt Delmenhorst eine Neuordnung des höheren Schulwesens in der Stadt. Dabei wurde die Gründung einer fünfstufigen und vierklassigen Knabenschule als „Realschule II. Ordnung“ angestrebt Nach dem Erwerb eines kirchlichen Grundstücks am damaligen Koppelfußweg erfolgte die Grundsteinlegung am 25. August 1900. Die feierliche Eröffnung fand am 22. April 1901, fünf Tage nach dem offiziellen Schulbeginn des Jahres, statt, da es zu Verzögerungen bei der Fertigstellung des Gebäudes gekommen war.

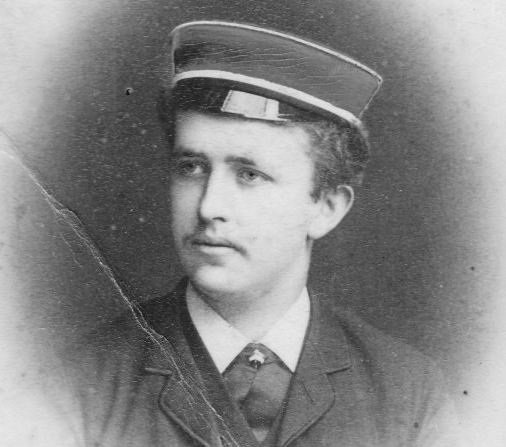
Otto Willms, hier als Student, Bürgermeister in Delmenhorst von 1899 bis 1901

Am 23. August 1901 beschloss der Magistrat der Stadt Delmenhorst, den damaligen „Koppelfußweg,“ an dem die Realschule gebaut worden war, in „Willmsstraße“ umzubenennen, weil der im März des Jahres jung verstorbene Bürgermeister Otto Willms sich „um die Errichtung der an diesem Wege erbauten Realschule sehr verdient gemacht“ habe.
Bereits 1905 musste das Gebäude aufgestockt werden, im Dachgeschoss wurde eine Kalfaktorwohnung eingerichtet. Eine Erweiterung durch Anbau erfolgte 1908, gleichzeitig wurde eine eigene Turnhalle gebaut. Darüber hinaus beschloss der Stadtrat, ab 1910 die organisatorische Erweiterung zur Oberrealschule vorzunehmen.
Ab 1922 versuchte die Stadt Delmenhorst mehrfach, die Schule in ein ordentliches Gymnasium wandeln zu lassen, die entsprechenden Anträge an das zuständige Ministerium in Oldenburg wurden jeweils aus finanziellen Gründen abgelehnt.
Das Schulgebäude wurde 1942 während des Zweiten Weltkriegs bei einem Bombenangriff  teilweise zerstört. Nach Ende des Krieges herrschte, auch wegen des Zuzugs zahlreicher Heimatvertriebener und Flüchtlinge und dadurch steigende Schülerzahlen, Raumnot. Mit Schichtunterricht, Wanderklassen und einem zusätzlichen Barackengebäude wurde dennoch Unterricht angeboten. Der Wiederaufbau des Schulgebäudes erfolgte 1950.
1952 gründete die Stadt eine zweite Oberschule, das spätere Max-Planck-Gymnasium.
1956 wurde die Oberschule Delmenhorst in Gymnasium an der Willmsstraße umbenannt. Ihr war der mathematisch-naturwissenschaftliche Zweig vorbehalten, während das Gymnasium an der Max-Planck-Straße eine neusprachliche Ausrichtung erhielt.

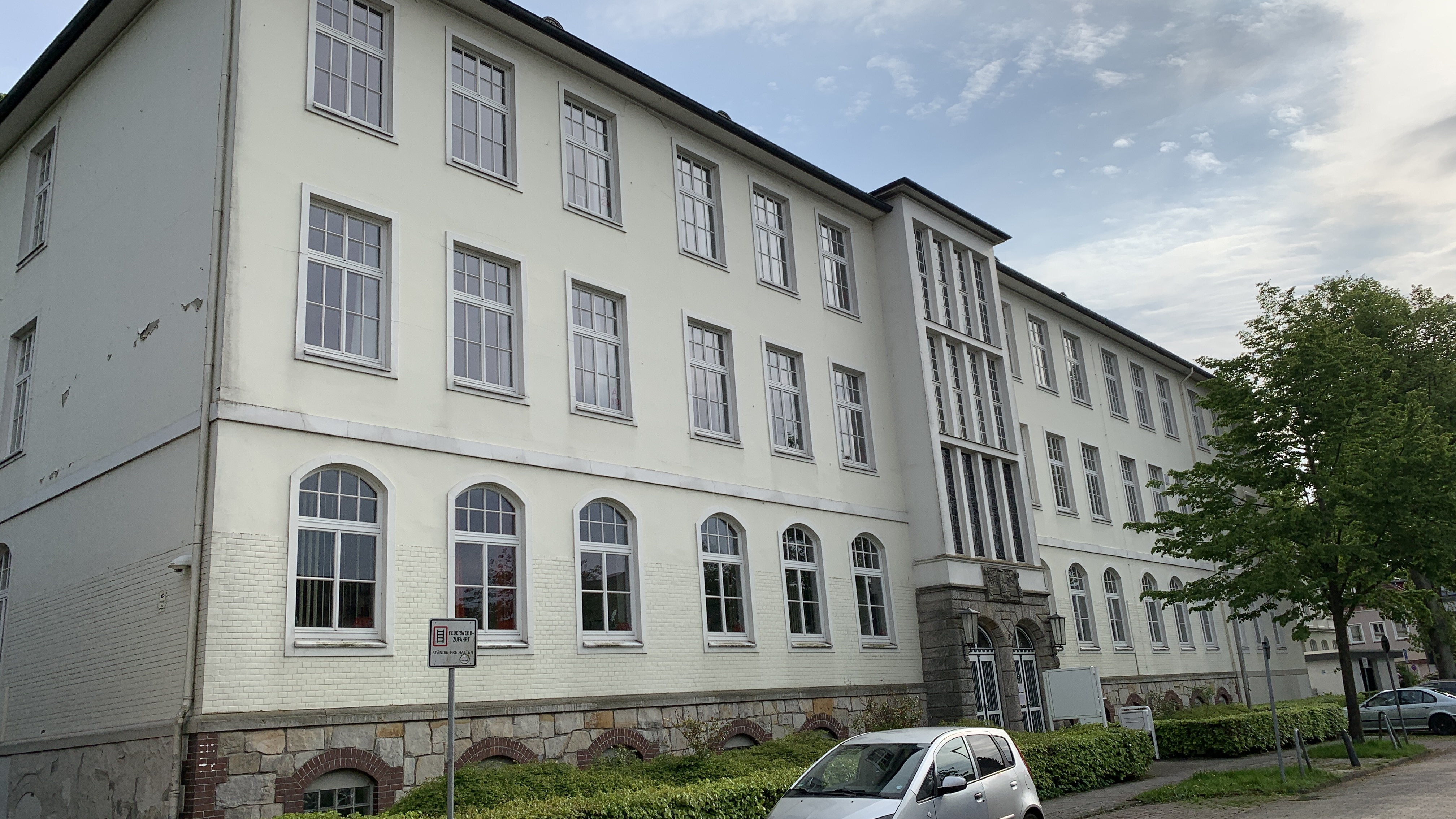
Gebäude A, Blick von Nordosten
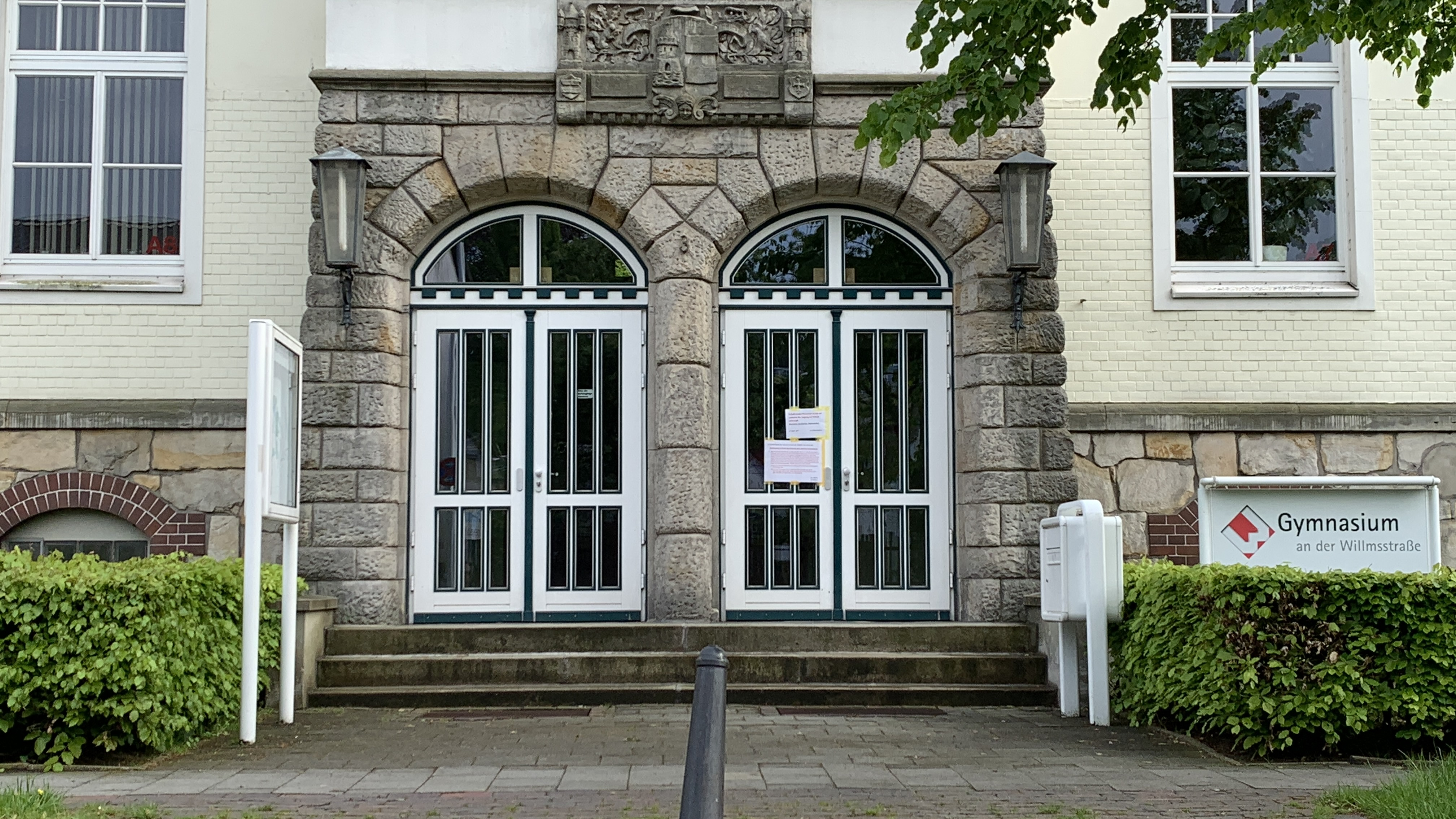
Haupteingang an der Willmsstraße
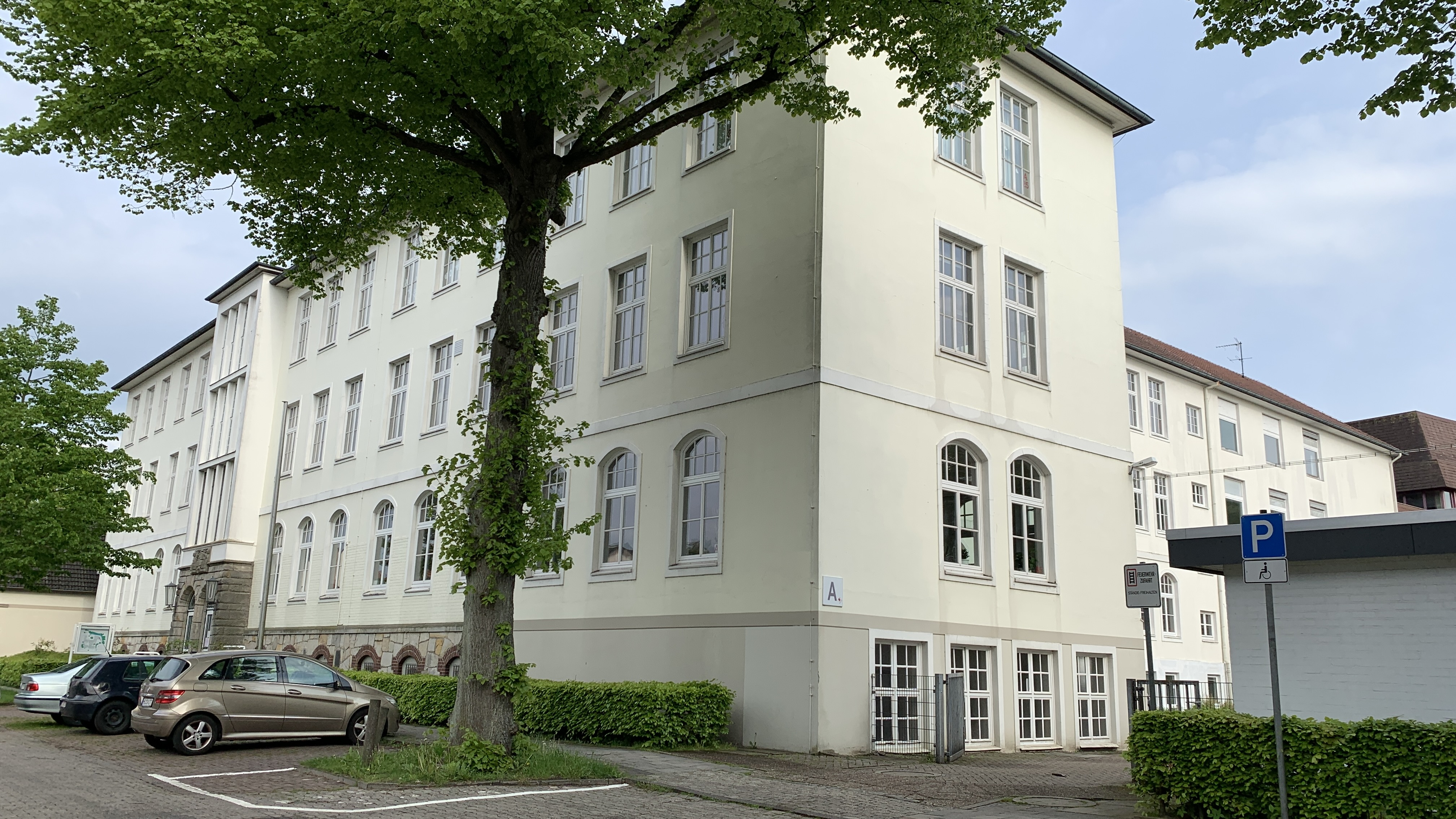
Gebäude A, Blick von Nordwesten

## Schulprofil
Die Schule wurde ab 1956 als mathematisch-naturwissenschaftliches Gymnasium betrieben. Es werden die Fremdsprachen Englisch, Französisch, Spanisch und Latein unterrichtet, zudem können die Schüler der Oberstufe einen Kurs in Wirtschaftsenglisch belegen oder an einem Vorbereitungskurs für das Cambridge Certificate teilnehmen. In den Jahrgängen 7–10 wird eine bilinguale Klasse angeboten.
Die Schule erzielt regelmäßig Erfolge bei Wettbewerben wie Jugend trainiert für Olympia.
Das Gymnasium an der Willmsstraße gehört zu den „Werder-Schulen“, diese arbeiten eng mit dem Verein SV Werder Bremen zusammen. Die Ziele der Kooperation sind die Förderung der Team- und Verantwortungsfähigkeit, die Stärkung der Sozialkompetenz sowie die Entwicklung von Selbstbewusstsein, Konflikttoleranz und Gemeinschaftssinn der Schüler.
Die Schule unterstützt seit 2006 ein Projekt der Stiftung steps for children in Okakarara (Namibia), in dessen Mittelpunkt AIDS-Waisen und andere traumatisierte Kinder stehen.

## Persönlichkeiten

### Lehrer
- Heinz Aulfes

### Schüler
- Alma Rogge (1894–1969), Schriftstellerin
- Jürgen Mehrtens (1912–2003), Oberstadtdirektor in Delmenhorst
- Hermann Patsch (1938), Philologe, Schleiermacher-Forscher
- Martin Gillo (1945), Politiker
- Wilfried Müller (1945), Rektor der Universität Bremen
- Werner Reinke (1946), Rundfunkmoderator
- Eckard Michels (1962), Historiker
- Deniz Kurku (1982), Abgeordneter im Niedersächsischen Landtag